# European Challenge Cup 2006-2007
La European Challenge Cup 2006-07 (in inglese 2006-07 European Challenge Cup; in francese Challenge européen 2006-07) fu l'11ª edizione della European Challenge Cup, competizione per club di rugby a 15 organizzata da European Rugby Cup come torneo cadetto della Heineken Cup.
Si tenne dal 20 ottobre 2006 al 19 maggio 2007 tra 20 squadre provenienti da 7 federazioni (Francia, Galles, Inghilterra, Irlanda, Italia, Romania e Scozia).
Il torneo fu vinto dal Clermont, alla sua seconda affermazione nella competizione (la prima, nel 1998-99, fu con il nome di Montferrand); i francesi interruppero sei anni di egemonia inglese nel torneo, battendo il Bath nella finale londinese con il punteggio di 22-16.

## Formula
La formula del torneo, fissata nel 2005 con il ritorno alla fase a gironi, prevedeva che le 20 squadre fossero divise in 5 gironi da quattro squadre ciascuno.
In ognuno di tali gironi ogni squadra dovette affrontare in gara di andata e ritorno tutti gli altri avversari.
Passarono ai quarti di finale la prima classificata di ciascuno dei cinque gruppi più le migliori seconde in ordine di punteggio.
Le migliori otto accedettero ai quarti di finale, e le vincitrici si affrontarono per le semifinali.
La finale si tenne, come l'anno precedente, al Twickenham Stoop Stadium di Londra, in Inghilterra.

## Squadre partecipanti
| Girone 1                                                                                 | Girone 2                                                                                       | Girone 3                                                                              | Girone 4                                                                                     | Girone 5                                                                           |
| ---------------------------------------------------------------------------------------- | ---------------------------------------------------------------------------------------------- | ------------------------------------------------------------------------------------- | -------------------------------------------------------------------------------------------- | ---------------------------------------------------------------------------------- |
| - Bayonne (Francia) - Newport G.D. (Galles) - Bristol (Inghilterra) - Bucarest (Romania) | - Narbonne (Francia) - Saracens (Inghilterra) - GRAN Parma (Italia) - Glasgow Warriors Scozia) | - Brive (Francia) - Montauban (Francia) - Newcastle (Inghilterra) - Petrarca (Italia) | - Montpellier (Francia) - Bath (Inghilterra) - Harlequins (Inghilterra) - Connacht (Irlanda) | - Albi (Francia) - Clermont (Francia) - Worcester (Inghilterra) - Viadana (Italia) |

## Fase a gironi

### Girone A
|            | Incontri girone 1  |       |
| ---------- | ------------------ | ----- |
| 20-10-2006 | Newport — Bayonne  | 50-3  |
| 21-10-2006 | Bucarest — Bristol | 3-27  |
| 27-10-2006 | Newport — Bristol  | 11-7  |
| 28-10-2006 | Bucarest — Bayonne | 32-27 |
| 8-12-2006  | Bayonne — Bristol  | 17-38 |
| 8-12-2006  | Newport — Bucarest | 66-10 |
| 15-12-2006 | Bristol — Bayonne  | 48-6  |
| 16-12-2006 | Bucarest — Newport | 29-39 |
| 12-1-2007  | Bayonne — Bucarest | 38-31 |
| 12-1-2007  | Newport — Bristol  | 17-11 |
| 19-1-2007  | Bayonne — Newport  | 15-32 |
| 19-1-2007  | Bristol — Bucarest | 33-19 |

#### Classifica
| Pos | Squadra      | G | V | N | P | PF  | PS  | P±   | BP | PT |
| --- | ------------ | - | - | - | - | --- | --- | ---- | -- | -- |
| A1  | Newport G.D. | 6 | 5 | 0 | 1 | 211 | 79  | 132  | 5  | 25 |
| A2  | Bristol      | 6 | 5 | 0 | 1 | 168 | 69  | 99   | 5  | 25 |
| A3  | Bucarest     | 6 | 1 | 0 | 5 | 124 | 230 | −106 | 4  | 8  |
| A4  | Bayonne      | 6 | 1 | 0 | 5 | 106 | 231 | −125 | 3  | 7  |

### Girone B
|            | Incontri girone 2     |       |
| ---------- | --------------------- | ----- |
| 21-10-2006 | GRAN Parma — Narbona  | 16-19 |
| 22-10-2006 | Saracens — Glasgow    | 28-23 |
| 27-10-2006 | Glasgow — GRAN Parma  | 69-7  |
| 28-10-2006 | Narbona — Saracens    | 20-37 |
| 9-12-2006  | Glasgow — Narbona     | 29-0  |
| 10-12-2006 | Saracens — GRAN Parma | 71-16 |
| 16-12-2006 | GRAN Parma — Saracens | 16-36 |
| 16-12-2006 | Narbona — Glasgow     | 7-8   |
| 13-1-2007  | GRAN Parma — Glasgow  | 17-47 |
| 14-1-2007  | Saracens — Narbona    | 47-20 |
| 19-1-2007  | Glasgow — Saracens    | 6-6   |
| 20-1-2007  | Narbona — GRAN Parma  | 54-12 |

#### Classifica
| Pos | Squadra          | G | V | N | P | PF  | PS  | P±   | BP | PT |
| --- | ---------------- | - | - | - | - | --- | --- | ---- | -- | -- |
| B1  | Saracens         | 6 | 5 | 1 | 0 | 225 | 101 | 124  | 5  | 27 |
| B2  | Glasgow Warriors | 6 | 4 | 1 | 1 | 204 | 72  | 132  | 4  | 22 |
| B3  | Narbonne         | 6 | 2 | 0 | 4 | 127 | 171 | −44  | 2  | 10 |
| B4  | GRAN Parma       | 6 | 0 | 0 | 6 | 84  | 296 | −212 | 1  | 1  |

### Girone C
|            | Incontri girone 3     |       |
| ---------- | --------------------- | ----- |
| 20-10-2006 | Montauban — Brive     | 13-26 |
| 20-10-2006 | Newcastle — Petrarca  | 50-5  |
| 28-10-2006 | Brive — Newcastle     | 41-12 |
| 28-10-2006 | Petrarca — Montauban  | 5-53  |
| 8-12-2006  | Montauban — Newcastle | 16-10 |
| 9-12-2006  | Brive — Petrarca      | 78-18 |
| 16-12-2006 | Petrarca — Brive      | 6-48  |
| 17-12-2006 | Newcastle — Montauban | 35-0  |
| 12-1-2007  | Montauban — Petrarca  | 19-7  |
| 12-1-2007  | Newcastle — Brive     | 24-17 |
| 20-1-2007  | Brive — Montauban     | 15-6  |
| 20-1-2007  | Petrarca — Newcastle  | 6-50  |

#### Classifica
| Pos | Squadra   | G | V | N | P | PF  | PS  | P±   | BP | PT |
| --- | --------- | - | - | - | - | --- | --- | ---- | -- | -- |
| C1  | Brive     | 6 | 5 | 0 | 1 | 225 | 79  | 146  | 4  | 24 |
| C2  | Newcastle | 6 | 4 | 0 | 2 | 181 | 85  | 96   | 5  | 21 |
| C3  | Montauban | 6 | 3 | 0 | 3 | 107 | 98  | 9    | 1  | 13 |
| C4  | Petrarca  | 6 | 0 | 0 | 6 | 47  | 298 | −251 | 0  | 0  |

### Girone D
|            | Incontri girone 4        |       |
| ---------- | ------------------------ | ----- |
| 20-10-2006 | Connacht — Harlequins    | 18-19 |
| 20-10-2006 | Montpellier — Bath       | 14-21 |
| 28-10-2006 | Bath — Connacht          | 21-19 |
| 28-10-2006 | Harlequins — Montpellier | 57-10 |
| 8-12-2006  | Connacht — Montpellier   | 26-13 |
| 9-12-2006  | Harlequins — Bath        | 18-24 |
| 15-12-2006 | Montpellier — Connacht   | 35-22 |
| 16-12-2006 | Bath — Harlequins        | 20-14 |
| 12-1-2007  | Connacht — Bath          | 24-36 |
| 12-1-2007  | Montpellier — Harlequins | 27-37 |
| 20-1-2007  | Bath — Montpellier       | 42-17 |
| 20-1-2007  | Harlequins — Connacht    | 26-10 |

#### Classifica
| Pos | Squadra     | G | V | N | P | PF  | PS  | P±  | BP | PT |
| --- | ----------- | - | - | - | - | --- | --- | --- | -- | -- |
| D1  | Bath        | 6 | 6 | 0 | 0 | 164 | 106 | 58  | 2  | 26 |
| D2  | Harlequins  | 6 | 4 | 0 | 2 | 171 | 109 | 62  | 5  | 21 |
| D3  | Connacht    | 6 | 1 | 0 | 5 | 119 | 150 | −31 | 4  | 8  |
| D4  | Montpellier | 6 | 1 | 0 | 5 | 116 | 205 | −89 | 1  | 5  |

### Girone E
|            | Incontri girone 5    |       |
| ---------- | -------------------- | ----- |
| 21-10-2006 | Albi — Clermont      | 21-30 |
| 21-10-2006 | Worcester — Viadana  | 25-7  |
| 27-10-2006 | Viadana — Albi       | 26-13 |
| 28-10-2006 | Clermont — Worcester | 29-23 |
| 9-12-2006  | Worcester — Albi     | 29-0  |
| 10-12-2006 | Viadana — Clermont   | 9-14  |
| 16-12-2006 | Albi — Worcester     | 12-23 |
| 16-12-2006 | Clermont — Viadana   | 57-29 |
| 13-1-2007  | Albi — Viadana       | 17-27 |
| 13-1-2007  | Worcester — Clermont | 22-35 |
| 20-1-2007  | Clermont — Albi      | 45-3  |
| 20-1-2007  | Viadana — Worcester  | 16-19 |

#### Classifica
| Pos | Squadra   | G | V | N | P | PF  | PS  | P±   | BP | PT |
| --- | --------- | - | - | - | - | --- | --- | ---- | -- | -- |
| E1  | Clermont  | 6 | 6 | 0 | 0 | 210 | 107 | 103  | 4  | 28 |
| E2  | Worcester | 6 | 4 | 0 | 2 | 141 | 99  | 42   | 4  | 20 |
| E3  | Viadana   | 6 | 2 | 0 | 4 | 114 | 145 | −31  | 3  | 11 |
| E4  | Albi      | 6 | 0 | 0 | 6 | 66  | 180 | −114 | 0  | 0  |

## Ordine di qualificazione
| Ordine               | Squadra              | Pt                   | Mt                   | Diff                 |
| Vincitrici di girone | Vincitrici di girone | Vincitrici di girone | Vincitrici di girone | Vincitrici di girone |
| -------------------- | -------------------- | -------------------- | -------------------- | -------------------- |
| 1                    | Clermont             | 28                   | 27                   | +103                 |
| 2                    | Saracens             | 27                   | 35                   | +124                 |
| 3                    | Bath                 | 26                   | 21                   | +58                  |
| 4                    | Newport G.D.         | 25                   | 29                   | +132                 |
| 5                    | Brive                | 24                   | 32                   | +146                 |
| Seconde classificate |                      |                      |                      |                      |
| 6                    | Bristol              | 25                   | 26                   | +99                  |
| 7                    | Glasgow Warriors     | 22                   | 25                   | +132                 |
| 8                    | Newcastle            | 21                   | 29                   | +96                  |
| —                    | Harlequins           | 21                   | 18                   | +62                  |
| —                    | Worcester            | 20                   | 22                   | +42                  |

## Fase aplay-off
|  | Quarti di finale | Quarti di finale | Quarti di finale |              |          | Semifinali | Semifinali | Semifinali |  |  | Finale | Finale | Finale |  |
|  |                  |                  |                  |              |          |            |            |            |  |  |        |        |        |  |
|  | 1                | Clermont         | 24               |              |          |            |            |            |  |  |        |        |        |  |
|  | 1                | Clermont         | 24               |              |          |            |            |            |  |  |        |        |        |  |
|  | 8                | Newcastle        | 19               |              |          |            |            |            |  |  |        |        |        |  |
|  | 8                | Newcastle        | 19               |              | Clermont | Clermont   | 46         |            |  |  |        |        |        |  |
|  |                  |                  |                  |              | Clermont | Clermont   | 46         |            |  |  |        |        |        |  |
|  |                  |                  | Newport G.D.     | Newport G.D. | 29       |            |            |            |  |  |        |        |        |  |
|  | 4                | Newport G.D.     | Newport G.D.     | Newport G.D. | 29       | 39         |            |            |  |  |        |        |        |  |
|  | 4                | Newport G.D.     |                  |              |          |            |            |            |  |  |        |        |        |  |
|  | 5                | Brive            | 17               |              |          |            |            |            |  |  |        |        |        |  |
|  | 5                | Brive            | 17               |              | Clermont | Clermont   | 22         |            |  |  |        |        |        |  |
|  |                  |                  |                  |              |          |            |            |            |  |  |        |        |        |  |
|  |                  |                  | Bath             | Bath         | 16       |            |            |            |  |  |        |        |        |  |
|  | 3                | Bath             | Bath             | Bath         | 16       | 51         |            |            |  |  |        |        |        |  |
|  | 3                | Bath             |                  |              |          |            |            |            |  |  |        |        |        |  |
|  | 6                | Bristol          | 12               |              |          |            |            |            |  |  |        |        |        |  |
|  | 6                | Bristol          | 12               |              | Saracens | Saracens   | 30         |            |  |  |        |        |        |  |
|  |                  |                  |                  |              | Saracens | Saracens   | 30         |            |  |  |        |        |        |  |
|  |                  |                  | Bath             | Bath         | 31       |            |            |            |  |  |        |        |        |  |
|  | 2                | Saracens         | Bath             | Bath         | 31       | 23         |            |            |  |  |        |        |        |  |
|  | 2                | Saracens         |                  |              |          |            |            |            |  |  |        |        |        |  |
|  | 7                | Glasgow Warriors | 19               |              |          |            |            |            |  |  |        |        |        |  |

### Quarti di finale
| Arbitro: | Malcolm Changleng |

|                          |      |                              |
| Malzieu 8’ Floch 24’     | mt   | 52’ Noon                     |
| James 8’                 | tr   | 52’ Wilkinson                |
| James 21’, 43’, 61’, 65’ | c.p. | 14’, 38’, 44’, 67’ Wilkinson |

| Arbitro: | Donal Courtney |

|                                                                           |      |                          |
| Abendanon 14’, 68’, 72’ Maddock 49’ Cheeseman 52’ Berne 59’, 61’ Bory 77’ | mt   | 20’ L. Robinson 23’ Lemi |
| Barkley 14’, 61’ Malone 72’ Berne 77’                                     | tr   | 23’ Gray                 |
| Barkley 39’                                                               | c.p. |                          |

| Arbitro: | Wayne Barnes |

|                                                          |      |                               |
| Morgan 5’, 19’ Black 36’ tecnica 40’ Ringer 42’ Brew 78’ | mt   | 34’ Bolovucu 65’, 69’ Hufanga |
| Sweeney 36’, 40’, 42’                                    | tr   | 34’ Orquera                   |
| Sweeney 74’                                              | c.p. |                               |

| Arbitro: | Christophe Berdos |

|                               |      |                          |
| Scarbrough 15’ K. Ratuvou 51’ | mt   | 59’ R. Lamont            |
| Jackson 15’, 51’              | tr   | 59’ Parks                |
| Jackson 5’, 10’, 34’          | c.p. | 21’, 31’, 39’, 57’ Parks |

### Semifinali
| Arbitro: | Dave Pearson |

|                                                                     |      |                                               |
| Rougerie 16’ Longo 20’ Domingo 27’ Marsh 55’ Miguel 63’ Mignoni 72’ | mt   | 10’, 42’ Brew 37’ Black 59’ Gough 77’ Dollman |
| James 16’, 20’, 27’, 63’, 72’                                       | tr   | 37’, 42’ Sweeney                              |
| James 4’, 8’                                                        | c.p. |                                               |

| Arbitro: | Nigel Owens |

|                                    |      |                                             |
| Penney 8’, 28’ Scarbrough 45’, 71’ | mt   | 13’ Beattie 15’ Grewcock 25’ Bory 39’ Berne |
| Jackson 28’, 45’                   | tr   | 13’, 15’, 25’, 39’ Barkley                  |
| Jackson 23’, 33’                   | c.p. | 49’ Barkley                                 |

### Finale
| Arbitro: | Nigel Owens |

| |              | |
| Malzieu 43’ Marsh 53’ James 59’ | mt           | 63’ Maddock |
| James 43’, 59’ | tr           | 63’ Barkley |
| James 19’ | c.p.         | 13’, 37’, 75’ Barkley |
| · Floch · Rougerie (c) · 61’ G. Esterhuizen · Marsh · Malzieu · B. James · Mignoni · Emmanuelli · 65’ Ledesma · 69’ Scelzo · Cudmore · 46’ Privat · 33-43’ Broomhall · Dieude · Vermeulen | Formazioni   | · Abendanon · Maddock · Fuimaono-Sapolu 42’ · Barkley · Bory · Berne 46’ · Walshe 61’ · Barnes · Mears · Stevens · Borthwick (c) · Grewcock · Beattie 64’ · Lipman · Feau’nati 61’ |
| · 46’ Jacquet · 61’ Bai · 65’ Miguel · 69’ Shvelidze | Sostituzioni | · Cheeseman 42’ · Malone 46’ · Scaysbrook 61’ · A. Williams 61’ · Short 64’ |
| Vern Cotter | Allenatori   | Steve Meehan |